# Loze Mountain
Loze Mountain är ett berg i Antarktis. Det ligger i Östantarktis. Norge gör anspråk på området. Toppen på Loze Mountain är 2 130 meter över havet.
Terrängen runt Loze Mountain är varierad. Trakten är obefolkad. Det finns inga samhällen i närheten. 